# عين الزيت
عين الزيت هي قرية لبنانية من قرى قضاء عكار في محافظة الشمال. تقع في تجمع للقرى يسمى الدريب الأوسط ارتفاع القرية عن سطح البحر حوالي 450 متر وعدد سكانها حوالي 3000 نسمة. يعمل معظم شبابها في المؤسسات العسكرية اللبنانية (الجيش اللبناني وقوى الأمن الداخلي والأمن العام والجمارك). 

## التسمية
كان اسمها في السابق وبالاستناد إلى خرائط قديمة (عين الرصاص) وسبب تسميتها بعين الرصاص يعود لكونها كانت مستودعا للسلاح المستورد من مرفأ طرابلس والمصادر إلى طرطوس دعما لثورة الشيخ صالح العلي أو ما يسمى بالثورة السورية الكبرى ضد الانتداب الفرنسي مع العلم بأن غالبية سكان القرية هم على المذهب الإسلامي العلوي وتعود اصولهم إلى قرى طرطوس (المدحلة ووادي العيون) أو إلى قرى حمص (بيدر الرفيع والعقربية).
فأصول هذه القرية فروا في زمن الاضطهاد العثماني والفرنسي وسكنوا جبال عكار حيث تقع القرية بدءا من القرن التاسع عشر فكانو أول انتشار للطائفة الإسلامية العلوية في لبنان وتجدر الإشارة إلى وجود عدة مذاهب وطوائف في القرية ويعود ذلك إلى منشأ الاصول فمعظم العائلات التي تعود أصولها إلى قرى طرطوس هي علوية (إبراهيم يوسف قاسم محمد الاحمد العلي خضر حسن) ومن كانت اصولهم من حمص فهم أما على المذهب المرشدي (حمدان) أو على المذهب العلوي (رستم، إبراهيم) كما أنه يوجد بعض العائلات الإسلامية على المذهب السني أو المسيحي، وبذلك فإن مجتمع القرية يشكل أنموذجا للمجتمع اللبناني المؤلف من فسيفساء فكرية وطائفية. في حقبة السبعينات من القرن الماضي رفض أهالي القرية الانتساب إلى الأحزاب، وبادروا إلى الالتحاق بالمؤسسات العسكرية وقدموا عددا لا بأس به من الشهداء. ويتجه أهالي القرية إلى ابراز وطنيتهم بعيدا عن انتمائهم الطائفي في كل مناسبة فيسعون دائما إلى الانسجام مع محيطهم من كافة الطوائف وتشهد القرية حركة عمرانية جيدة تسعى لجعلها قريية نموذجية بالرغم من الإمكانات الضعيفة التي تمتلكها.